# ローラーコースターの一覧
ローラーコースターの一覧（ローラーコースターのいちらん、List of roller coaster）とは、ローラーコースター（ジェットコースター）を列挙したものである。
この記事では、総延長、最高速度、最高地点、最大傾斜角、回転数などのスペック、その他アワードなどで世界一になったことがある、または出典が明記されている著名なローラーコースターについて記述する。

## 北アメリカ

### アメリカ合衆国
トップ・スリル・ドラッグスター (Top Thrill Dragster)
所在：オハイオ州「シダーポイント」 / 材質：鉄製 / オープン：2003年
ドラッグレースをテーマにしたコースター。オープン当時、高さ128m、落差121.9m、最高速度193.1km/hの3項目でギネスに認定され、それまで最高速度で世界一の「ドドンパ」（富士急ハイランド）及び高さと落差で世界一の「スチールドラゴン2000」（ナガシマスパーランド）の記録を上回った。現在は「トップスリル2」としてリニューアルされており、フォーミュラロッサに次いで最高速度は世界2位、高さと落差は世界1位となっている。
マグナム XL-200 (Mugnum XL-200)
所在：オハイオ州「シダーポイント」 / 材質：鉄製 / オープン：1989年
世界で初めて高さが200フィート（約60m）を越えたコースター。62.5mの高さから60度の角度で落下し、最高速度は116km/hに及ぶ。コースの各ポイントにトンネルが設置されている。日本に1994年にオープンした「タイタン（現在はタイタンMAX）」（スペースワールド）は、このコースターがモデルである。
ミレニアム・フォース (Millennium Force)
所在：オハイオ州「シダーポイント」 / 材質：鉄製 / オープン：2000年
世界で初めて高さが300フィート（約90m）を越えたギガコースター。94.5mの高さから80度の角度で落下する。落差は91.4m、最高速度は149.7km/hに及ぶ。全体的に振動が少なく、滑らかな走行が特徴。登場時では高さ・落差・速さで世界最高のスペックを誇っていたが、同年にそれらを上回る「スチールドラゴン2000」「フューリー325」が登場したため、現在は巻き上げ式のコースターでは世界第3位である。
スチール・ベンジェンス (Steel Vengeance)
所在：オハイオ州「シダーポイント」 / 材質：ハイブリッド / オープン：2018年
元々存在していた木製コースター「ミーン・ストリーク (Mean Streak)」をハイブリッド化させている。ハイブリッドコースターとしては高さ・落差・最高速度・落下角度・回転数などで世界一であり、かつ総エアタイム（浮遊時間）ではすべてのコースターにおいて世界一である。
エックス2 (X2)
所在：カリフォルニア州「シックスフラッグス・マジック・マウンテン」 / 材質：鉄製
当初は世界初の座席が前後方向に回転する機構をもった 四次元コースター「エックス (X)」として2002年に開業。その後レールや支柱の色を変更、オーディオ機能を搭載した車両を導入、炎などの特殊効果を追加し、2008年にリニューアルオープンした。「ええじゃないか」（富士急ハイランド）は、このコースターの後継機にあたる。
スーパーマン：エスケープ・フロム・クリプトン (Superman Escape from Krypton)
所在：カリフォルニア州「シックスフラッグス・マジック・マウンテン」 / 材質：鉄製
スーパーマンをテーマとしたコースター。元々は1997年に「スーパーマン・ジ・エスケープ (Superman the Escape)」という名称で登場。リニアモーターによって7秒で最高速度161km/hまで加速し、その勢いで垂直にそびえるタワーを上昇、そして高さ100mから無重力状態で後ろ向きに落下し元のコースを戻っていくというコースターだった。
2011年に現在の名称にリニューアル。レールや支柱のカラーリングを変更し、前回は前向きで加速していた車両を、今回は後ろ向きに変更。世界初の後ろ向きで加速するコースターとなった。
2012年7月7日には、スーパーマンの悪役であるレックス・ルーサーをテーマとした、当時世界最大（高さ122m）のフリーフォール「レックス・ルーサー：ドロップ・オブ・ドゥーム (Lex Luthor: Drop of Doom)」が、コースターのタワー部分を共用して開業した。
現在では世界で2番目に高いローラーコースターになっている。
タツ (TATSU)
所在：カリフォルニア州「シックスフラッグス・マジック・マウンテン」 / 材質：鉄製
出発と同時に座席が傾き、腹這いの状態で走行する、フライングタイプのコースターである。高さ51.8m、最高速度99.8km/hは、フライングコースターとしては世界最大。なお、タツという名称は日本語の「龍」から来ている。
フルスロットル (Full Throttle)
所在：カリフォルニア州「シックスフラッグス・マジック・マウンテン」 / 材質：鉄製 / オープン：2013年
スタート直後にリニアモーターによって時速112.7kmまで加速し、高さ48.8m・直径38.75mのループを通過する。オープン当初は純粋なループコースターとしては最高速度とループ直径は世界一を誇っていた。他には途中で一旦停止し、後ろへと加速してから前進するポイントや、前述のループの上を通過するキャメルバックがある。
リドラーズ・リベンジ (Riddler's Revenge)
所在：カリフォルニア州「シックスフラッグス・マジック・マウンテン」 / 材質：鉄製
バットマンに登場するリドラーをモチーフにしたコースター。巨大なループやひねりが続くコースを走行する、世界最大の立ち乗りコースターである。
ツイステッド・コロッサス (Twisted Colossus)
所在：カリフォルニア州「シックスフラッグス・マジック・マウンテン」 / 材質：ハイブリッド / オープン：2015年
元々存在した木製コースター「コロッサス (Colossus)」をハイブリッド化したもの。名称の通りコース内で2か所反転する。また、元々2つのコースが併走していたものを1つに繋げたため、全長が長くなっている。
レボリューション (Revolution)
所在：カリフォルニア州「シックスフラッグス・マジック・マウンテン」 / 材質：鉄製 / オープン：1976年
世界初の垂直ループコースターで、2006年にリニューアルされ、VRゴーグルを着用しながら乗車することもできる、ザ・ニュー・レボリューションとして稼働を続けている。
マッターホーン・ボブスレー (Matterhorn Bobsleds)
所在：カリフォルニア州「ディズニーランド」 / 材質：鉄製
その名の通りボブスレーのように縦1列に並んで座り、マッターホルン山を疾走し、クライマックスは池に着水する。開業したのは1959年と、世界のディズニーパーク最古のローラーコースターである。
カリフォルニア・スクリーミン (California Screamin')
所在：カリフォルニア州「ディズニー・カリフォルニア・アドベンチャー」 / 材質：鉄製
大型コースター。車両にスピーカーが搭載されており、音楽や効果音が流れる。コースには4秒で88.5km/hに到達するリニア加速や、太陽のシンボルに沿って360度宙返りするループが用意されている。以前は太陽ではなく、ミッキーマウスの顔のシルエットだった。2018年にMr.インクレディブルをモチーフとした「インクレディコースター」にリニューアルされた。
エクセラレーター (Xcelerator)
所在：カリフォルニア州「ナッツベリーファーム」 / 材質：鉄製
世界初のインタミン・アクセラレーターとして登場した。油圧モーターにより2.3秒で130km/hオーバーという急加速を生み出し、直後に垂直上昇・垂直落下を行う。その後、8の字に旋回をして走行する。
キンダ・カ (Kingda Ka)
所在：ニュージャージー州「シックスフラッグス・グレート・アドベンチャー」 / 材質：鉄製 / オープン：2005年
ニュージャージー州の「シックスフラッグス・グレート・アドベンチャー」にあるコースター。2005年に登場し、高さ139m、落差127.4m、最高速度206km/hの3項目のスペックでギネスに認定された。最高速度は世界2位となったが、高さと落差は現在も世界一。最高速度に達するまでの時間は3.5秒である。
2014年7月4日には、タワー部分に世界最大（高さ126m）のフリーフォール「ズーマンジャーロ：ドロップ・オブ・ドゥーム (Zumanjaro: Drop of Doom)」がオープンした。
2024年11月にこのコースターとフリーフォールの閉鎖が発表され、2025年1月下旬から2月下旬にかけて解体された。
エルトロ (El Toro)
所在：「シックスフラッグス・グレートアドベンチャー」 / 材質：木製 / オープン：2006年
大型木製コースター。総延長1340m。55mの高さから76度の角度で落下し、当時落下角度は木製としては世界一だった。また、一般的な木製コースターは強い振動があるのが特徴だが、このコースターに限っては振動がほとんど感じられないように作られており、ゴールデンチケットの年間アワードにノミネートされ、ボヤージュと最後まで争った。ちなみに、エルトロとはスペイン語で「雄牛」の意味である。
ゴライアス (Goliath)
所在：アメリカ・イリノイ州「シックスフラッグス・グレートアメリカ」 / 材質：木製 / オープン：2014年
最高速度115.9km/h、最大落差54.9m、最大落下角度85度は、現存する木製コースターとしては世界一。また、180度反転してから落下するダイブループや、世界初となるキャメルバック頂点で180度反転するゼロGストール (Zero-g Stall)といった、木製では珍しい回転も設置されている。なお、マジックマウンテンにも「ゴライアス」という機種はあるが、全く別物の、巻き上げ式の鉄製コースターである。
サイクロン (Cyclone)
所在：ニューヨーク州「コニーアイランド」 / 材質：木製 / オープン：1927年
ローラーコースターの中でも特に古いとされている。
インクレディブル・ハルク (Incredible Hulk)
所在：フロリダ州「アイランズ・オブ・アドベンチャー」 / 材質：鉄製 / オープン：1999年5月
パーク開園と同時にオープンしたハルクをモチーフにした大型コースター。スタートすると暗闇の中をゆっくりと上昇するが、途中から急加速し、外に飛び出すと同時に360度ひねり回転をする。以降は様々なループやひねりのあるコースを走行していく。
ドラゴン・チャレンジ (Dragon Challenge)
所在：フロリダ州「アイランズ・オブ・アドベンチャー」 / 材質：鉄製
インバーテッド（吊り下がり式）コースター。赤いレールの「チャイニーズ・ファイヤーボール」と、青いレールの「ハンガリアン・ホーンテイル」の2つのコースがあり、それぞれ異なるループやひねりが用意されている。
元々は「デュエリング・ドラゴンズ (Dueling Dragons)」という名称でパーク開園と同時にオープンした。コース名称も「ファイヤードラゴン」「アイスドラゴン」だった。2010年6月に新エリア「ウィザーディング・ワールド・オブ・ハリー・ポッター」内のアトラクションとなり、リニューアルされた。
エクスペディション・エベレスト (Expedition Everest)
所在：フロリダ州「ディズニー・アニマル・キングダム」 / 材質：鉄製
大型コースター。その名の通り世界一高い山であるエベレストをモチーフとしており、至る所にイエティが登場する。また、途中で後ろ向きに走行するスイッチバックが導入されている。総工費は1億ドルで、ディズニーパークのコースターでは最高額である。
ハリウッド・リップ・ライド・ロックイット (Hollywoood RIp Ride Rockit)
所在：フロリダ州「ユニバーサル・スタジオ・フロリダ」 / 材質：鉄製 / オープン：2009年
座席の耳元にスピーカーが内蔵されており、乗車中に音楽を聴くことができる。音楽は予め設定されている曲のうち1曲を選ぶことができる。コースには空を見上げた状態で上昇する垂直巻き上げや、世界初となるループの頂点で反転し上下逆さまにならない「ノン・インバーテッド・ループ」が設置されている。
フューリー325 (Fury 325)
所在：ノースカロライナ州 （カロウィンズ） / 材質：鉄製 / オープン：2015年
世界最大の巻き上げ式ハイパーコースター。名称の由来となった325フィート (99m)からの高さから傾斜角81°で急滑降する。「キンダ・カ」(現在解体済み)「トップ・スリル2」を除けば世界最高度であり、巻き上げ式としては2022年現在も世界第1位となっている。また速度も時速152km、全長も2,010mであり、全てにおいて『ミレニアム・フォース』を上回るスペックを持っている。
リヴァイアサン (Leviathan)
所在：カナダ・オンタリオ州「カナダズ・ワンダーランド」 / 材質：鉄製 / オープン：2012年5月
巻き上げ式のコースターとしては世界第3位。総延長1.67キロ、93.3mの高さから85度の角度で落下し、最高速度148.1km/hに達する。名称は『旧約聖書』に登場する怪物「リヴァイアサン」から。
ビヒモス (Behemoth)
所在：カナダ・オンタリオ州「カナダズ・ワンダーランド」 / 材質：鉄製 / オープン：2008年
座席や安全バーはリヴァイアサンと同じだが、あちらは横1列に4人並ぶのに対し、こちらは両端の座席が1つ分下がっており、上から見るとVの字に座席が設置されている。巻き上げ式大型コースターでスペックではカナダ国内で総延長、最高速度、最大高度などトップだったが、同公園の『リヴァイアサン』に塗り替えられた。総延長1.62km、最高速度123km/h、70mの高さから総延長68m、傾斜角75°の急傾斜を地面ギリギリまで駆け抜けるため、地面に激突するような感覚を受けるのもあり、世界で最も怖いコースターランキングで1位に選ばれたことがある。名称は『旧約聖書』に登場する怪物「ベヒモス」から。
ヴォヤージュ (The Voyage)
所在：アメリカ・インディアナ州「ホリデイワールド」 / 材質：ハイブリッド / オープン：2006年
レールが木製、支柱が鋼鉄製のハイブリッドコースターで自然の森の中を疾走する。全長1.96kmとハイブリッドコースターでも世界屈指の総延長を誇り、最高点48m、最大傾斜角66°と世界屈指。前半は大きなキャメルバックを越え、中盤以降はカーブやドロップが連続するコースを高速で駆け抜ける。途中地下に潜るトンネルも複数設置されている。コース全体で24秒ものエアタイム（無重力状態）を感じることができる。世界屈指の人気のコースターであり、ゴールデンチケット最高賞の受賞歴を持つ。
TMNTシェルレーザー (TMNT Shellraiser)
所在：ニュージャージー州 (Nickelodeon Universe American Dream)/ 材質：鉄製 / オープン：2019年
富士急ハイランドの「高飛車」を凌ぎ、世界最大の傾斜角121.5°を持つインドア型コースター。コースターは小型の単車両で8人乗りとなっており、全長999mを最高速度99.9km/hで駆け抜け、7箇所の回転エレメントを持つ。「高飛車」と同じくゲルシュトラウアー社が設計を担当しており、大まかなレイアウトも同様である。

## アジア

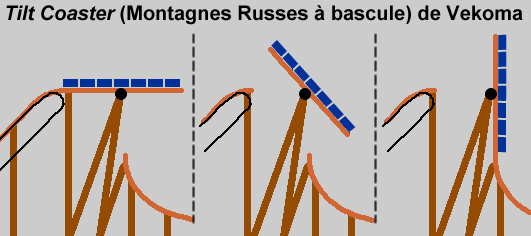
グラビティマックスの仕組み

グラビティマックス (fr:Gravity Max)
所在：台湾「zh:麗寶樂園」 / オープン：2002年
レールが途中で切れており、コースターが乗るとレールが傾いて垂直になり、下のレールとつながり、落下する。Vekoma社製。
T-エクスプレス (T Express)
所在：韓国「エバーランド」 / 材質：木製 / オープン：2008年
56mの高さから77度の角度で落下する。木製として高低差世界一で、当時は落下角度も木製としては世界一だった。出資者である韓国の携帯電話のブランド「SKテレコム」のロゴが使用されているためこのような名称となっている。
ビッグ・グリズリー・マウンテン・ラナウェイ・マイン・カー (Big Grizzly Mountain Runaway Mine Cars)
所在：香港「香港ディズニーランド」 / 材質：鉄製 / オープン：2012年7月14日
新テーマランド「グリズリー・ガルチ」と同時にオープンした、世界のディズニーパークで最も新しい大型コースター。ビッグサンダー・マウンテンと同様に鉱山の中を列車で疾走するという所は共通しているが、テーマがグリズリーの住み処となっており、コース内にはスイッチバックや急加速が用意されている。
フォーミュラ・ロッサ (Formula Rossa)
所在：アラブ首長国連邦・アブダビ「フェラーリ・ワールド」 / 材質：鉄製 / オープン：2010年11月4日
スタートから4秒で最高速度240km/hに到達し、全長約2kmのコースを走行する。2020年現在、世界最速のコースターである。加速時の風圧や砂埃から目を保護するために、専用ゴーグルの装着が義務づけられている。

### 日本

#### 稼動中のもの

##### 全国各地
国内に同じレイアウトをもつ機種を述べる。
コークスクリュー
オープン：1977年
日本初となる360度回転式コースター。2連続のひねり回転が特徴。アメリカのアロー・ディベロップメント社が開発、日本では1977年に谷津遊園に導入されたのを皮切りに、としまえんなど国内各地に設置された。としまえんのものは1993年に車両が変更された。なお、谷津遊園のものは閉園後、北海道のルスツリゾートに移設され、現在も稼働している。現在では他に八木山ベニーランド、ナガシマスパーランドに設置されている。また垂直ループを加えた派生型もあり、日本では過去にエキスポランド「スペース・ザラマンダー」が存在した。
ウルトラツイスター
オープン：1986年
国内のメーカー、トーゴが開発したコースター。これまでのコースターと異なり、6人乗りの単車両が両サイドのレールに挟まれた状態で走行する。最初に真上を向いた状態で高さ30mまで垂直に巻き上げられた後、頂上で方向転換しほぼ垂直に落下しキャメルバックを越え、360度きりもみ回転して停止しスイッチバックの要領でレールが後ろに傾き、後ろ向きで2連続きりもみ回転して終了となる。1985年にアメリカへ1号機を納入し、国内では1986年に後楽園ゆうえんち（現東京ドームシティアトラクションズ）にて初登場、現在はナガシマスパーランド、鷲羽山ハイランド、グリーンランド、ルスツリゾートに存在する。
このうちルスツリゾートの機体のみレイアウトが異なり、スイッチバックの部分を180度反転した直後の部分に落下する形となっている。そのため、垂直巻き上げの前に転車台が設置されている。
サスペンデッドルーピングコースター
オープン：1995年
ベコマ社が開発した吊り下がり式コースター。様々なループやひねりを盛り込み、日本では全長689m・時速80km・回転エレメント数5のスタンダード型が1995年の那須ハイランドパーク「F2」を皮切りに複数導入され、ルスツリゾート「ハリケーン」やグリーンランド「NIO」が存在する他、過去には鈴鹿サーキット「ブラックアウト」や国際ゆめ交流博覧会「ドリーム・サンダー」が稼働していた。

##### 東日本
ローラーコースター（旧ロケットコースター）
所在：浅草花やしき / オープン：1953年
日本国内で稼働する最古のローラーコースター。初の国産コースターでもある。
ファミリーコースター
所在：あらかわ遊園
いも虫型コースター。年齢制限3歳以上、身長制限80cm以上。全長138mを2周する。最高時速13.8km/h。
レイジングスピリッツ
所在：東京ディズニーシー
遺跡発掘現場をイメージしたコースター。東京ディズニーリゾート内で初めて360度の垂直ループが設置された。
ビッグサンダーマウンテン
所在：東京ディズニーランド（世界各地のディズニーパークにある。）
廃坑を暴走トロッコに乗って駆け抜けるというストーリーになっている。
スペース・マウンテン
所在：東京ディズニーランド（世界各地のディズニーパークにある。）
宇宙をテーマにした屋内型のローラーコースター。
ガジェットのゴーコースター
所在：東京ディズニーランド（アメリカ合衆国のディズニーランドにもある。）
発明家のガジェットがテーマになっている。
サンダードルフィン
所在：東京ドームシティアトラクションズ  / オープン：2003年5月1日
大観覧車ビッグ・オーの中心を通過したり、なめらかで滑るような走行が特徴。高さ80.5m、落差66.5m、落下角度74度、最高速度127km/hは都内一のスペック。巻き上げ角度が45度と急であり速度が速いのも特徴。2010年12月に車両から落下したボルトが弾み下を通りかかった客に当たる事故が発生して以来運行を休止していたが、2013年8月に運行を再開した。
新滑空水上コースターカワセミ
所在：東武動物公園 / オープン：2008年
別名「新滑空水上コースター」。走行は非常に滑らかである。コースには大小数多くのキャメルバックを配置しており、強烈な浮遊感が味わえる。キャメルバックにはストレートのものと、頂上でひねりがつけられたものとがある。
ビッグバーンコースター
所在：那須ハイランドパーク
高さが40mに満たない割にファーストドロップの角度が75度あるのが特徴で、さらに落下する前に助走をつけるため、引きずり込まれるように落下する。高さ・落差・速度は園内のコースターで最高スペック。また、360度の垂直ループも用意されている。全長は短いが巻き上げに時間を要するため、乗車時間は3分を超える。
メガコースター四次元
所在：浜名湖パルパル
トーゴ製。最大傾斜60度の「ファーストドロップ」、最高速度82km/hの「ブーメランターン」、身体が反した直後に落下する「ツイストダイブ」、きりもみ回転の「ハートラインロール」、そして最大カント角85度の旋回「ダブルスパイラル」がある。最大加速度4G。高さ38m、全長800m。名前は一般公募で決められた。
キング・オブ・コースターFUJIYAMA
所在：富士急ハイランド / オープン：1996年
オープン当時は高さ79m、巻き上げ高さ71.5m、落差70m、最高速度130km/hの4項目でギネスにも認定され話題となった。最高斜度65度、全長2,045m。現在は廃業した大手遊具メーカー、トーゴ製の最後の大型コースターであり、同社製造のサーフコースターやバンデットと並べてトーゴの傑作と称され、登場から20年近くが経った現在でも大勢のファンが訪れる。大型にも関わらず背もたれが低く簡素な装備の車両を取り入れた。
ええじゃないか
所在：富士急ハイランド / オープン：2006年
座席が前後方向に回転する「四次元コースター」で、レールのループ2回、レールのひねり5回、座席の回転数7回の総回転数14回でギネスに認定。何回乗っても回転する位置や回数は同じである。同じ形式のコースターに「エックス2」（シックスフラッグス・マジック・マウンテン）があるが、全体のスペックは本機が上回る。前述した日本国外の2コースターはええじゃないかに肖ってか黒の支柱に赤のレールというカラーリングであるが、2015年以降は富士山の世界遺産登録による景観規制により、こげ茶色のレールになっている。2012年4月に車両からボルトが落下し、下を歩いていた客に当たり怪我をする事故が発生して以来運行を休止していたが、同年7月に運行を再開した。世界で最も怖いコースターランキングで2位に選ばれた。
高飛車
所在：富士急ハイランド  / オープン：2011年7月16日
2秒で最高速度100km/hに到達するリニアモーターによる直線加速と、巻き上げによる高さ43mからの落下がある。特に後者は最大落下角度が121度であり、内側にえぐれるように落下する。落下までには垂直に巻き上げられ、頂上に到着すると下を向いた状態で一時停止といった動きをする。このほかにも、室内での暗闇走行や7種類のひねり回転が、全長1,004mのコースに用意されている。最大落下角度121度はインドア型を除けば世界最大である。
エアロ5
所在：八木山ベニーランド
ザンペーラ製のサスペンデッドコースター。2人乗り5両編成、全長109m、最高時速14.8km。
2020年11月12日に放送されたバラエティ番組「最高の最下位」でGPS速度計を使って実測したところ、あらかわ遊園のファミリーコースターよりも低速だった。
サーフコースター リヴァイアサン
所在：横浜・八景島シーパラダイス
コースの一部が海上に突出している点と、3か所の水平ループが特徴。日常的にやや強い風が吹き、滑走時に海に突入するような感覚がある。日没後はコースの周囲が暗闇となり、別の恐怖感が出る。
2014年3月15日に新車両「BLADE（ブレイド）」の導入、水柱や光、音の演出を加えて今の名前でリニューアルオープンされた。
バンデット
所在：よみうりランド / オープン：1988年3月25日
トーゴ製。オープン当時は世界最高速度の110kmを記録し、現在も高低差は78mに及び日本国内2位である。バンデット (bandit)とは山賊を意味し、鬱蒼とした多摩丘陵の山林を走り抜ける。これまでに期間限定イベントとして、コースを後ろ向きの車両で走行する「逆走バンデット」、夏期限定で乗車中に水のかかる「スプラッシュバンデット」、コース中に火柱の上がる装置を設置した「ファイヤーバンデット」、夜間営業時にLEDを取り付けた車両が光りながら走行する「スターライトバンデット」などが行われている。
ループ・ザ・ループ
所在：ルスツリゾート / オープン：1983年6月10日
直径25mの垂直ループを中心に備え両端に高さ45mの大型傾斜を設け、ケーブルによる巻き上げで上昇し、頂上に到達すると後ろ向きに落下し最高時速約90kmに達する。その勢いのままループを回り反対側の傾斜を上昇、今度は前向きでループする日本最大の往復式ループコースター。明昌特殊産業が開発しルスツの機体は'82北海道博覧会にて導入され1983年に移設。過去には国産初の往復式ループコースターとして東条湖ランド（ザ・ループコースター）に導入したのを皮切りに、仙台ハイランド、サントピアワールド、カッパピア（宙返りジェットコースター）、手取フィッシュランド（ループコースター）、広島ナタリー、'84高知・黒潮博覧会、那須ハイランドパーク（ハイループコースター）にて稼働しており、那須ハイランドパークのレールは「ビッグバーンコースター」の一部に転用されている。富士急ハイランドにあったムーンサルトスクランブルは、このコースターを発展させたものとなっている。

##### 西日本
スチールドラゴン2000
所在：ナガシマスパーランド  / オープン：2000年8月1日
世界最大級のコースターで、高さ300フィート以上のギガコースターとしては国内唯一。開業当時、高さ、落差、全長、最高速度の4項目でギネス認定。現在は全長のみ世界一であり、また巻き上げ式コースターとして「フューリー325」が登場するまでは高さ世界一で、2021年現在も全長と最高速度は世界一である。事故で負傷者を出したため、2003年8月から営業を休止していた。試運転を重ね、2006年9月3日より運転再開。高さ97m、最大落差93.5m、最高斜度68°、全長2479m（世界最長）、最高速度153km/h（巻き上げ式では世界最速）。
2013年に、車両をモーガン社からB&M社のものにリニューアル。足が床に着かないむき出しの開放感ある座席になり、スリルが倍増した。
フライングコースター アクロバット
所在：ナガシマスパーランド / オープン：2015年7月18日
その名の通り座席がうつ伏せの状態で走行する。コースにはプレッツェル状のループや3回の錐揉み回転、水面ギリギリを通過と同時に噴水が上がる演出が用意されている。大型のフライングコースターでは日本初登場である。全長1021m、最高時速90km。
ハイブリッドコースター 白鯨（はくげい）
所在：ナガシマスパーランド / オープン：2019年3月28日
木製コースター「ホワイトサイクロン」をリニューアルし、木と鋼鉄を組み合わせた国内初のハイブリッドコースター。鋼鉄を使ったコーススクリューや車両が真横に傾く90度バンクがあるのが特徴である。最高点55m、最高速度107km/h、最大傾斜角80°、全長1530m。
シャトルループ
所在：ナガシマスパーランド / オープン：1980年3月1日
スタートと同時に加速し、前向き、後ろ向きで上昇・落下・ループする往復式のコースター。西ドイツのシュワルツコフ社が開発し加速装置にフライホイールを使用し日本では1979年に横浜ドリームランドに初登場、ループコースターが初めて国内に導入された年と同時期に導入された。翌年にとしまえん、小山ゆうえんち、ナガシマスパーランドに導入されたが、閉園や老朽化により撤去され、現在はナガシマスパーランドにのみ存在している。現在普及している直線加速方式のコースターの先駆けとも言える。
ルーピングスター
所在：ナガシマスパーランド / オープン：1982年3月1日
アントン・シュワルツコフによる作品のループコースター。
ピレネー
所在：パルケエスパーニャ
ボリガー&マビラード (B&M) 製のインバーテッドコースター。開業当時は吊り下げ型（インバーテッド）コースターとして世界最長・最速・最高度を誇った。2021年現在でも日本国内の同型コースターではスペックは日本一で、インバーテッド型では世界有数である。名称はスペインとフランスの国境に位置するピレネー山脈に由来する。全長1234m、最高時速100km、回転エレメント数6。
ディアブロ
所在：姫路セントラルパーク  / オープン：1994年7月
B&M社製。日本で最初に導入されたインバーテッドコースター。スパイラルやツイストが多く用意されているのが特徴。名称はスペイン語の悪魔に由来する。全長794m、最高時速78m、回転エレメント数5。
ザ・フライング・ダイナソー
所在：ユニバーサル・スタジオ・ジャパン / オープン：2016年3月18日
大型コースター。座席がうつ伏せの状態で走行するフライングコースターとして、全長1,124m、最大落差37.8mは世界最大。
ハリウッド・ドリーム・ザ・ライド
所在：ユニバーサル・スタジオ・ジャパン / オープン：2007年3月9日
日本初かつアジア初となるB&M社によるメガコースター。キャメルバックでは無重力に近い感覚を味わえる。乗車中に聴く音楽を選曲するシステムを世界初で搭載している。また、車両に350個のLEDを搭載しており、夜は流れ星のように光る。2013年には後ろ向きに走行する車両「バックドロップ」が登場した。
ヴィーナスGP
所在地：姫路セントラルパーク
1996年にスペースワールドにて「スパイラル彗星ヴィーナス」の名称で登場。コースターの神様といわれたアントン・シュワルツコフによる設計。巨大な垂直ループを始め、様々なカーブが続く構造で、スペースワールド時代はスペースシャトル「ディスカバリー」の原寸大模型をコース内に配していた。2007年にリニューアルされ、出発前にスタッフが掛け声をかけるようになり、搭乗者の掛け声の大きさによってタイムが変化するという演出が加わった。2017年の閉鎖に伴い運転終了、姫路セントラルパークへ移設され2022年7月に再開業。
バックナンジャー
所在：鷲羽山ハイランド
世界初のループ付逆走コースターで、後ろ向きのまま進むジェットコースター。バックナンジャーの由来は岡山弁から。2001年には2人の乗客が1050回、時間にして35時間30分もの間ジェットコースターに乗り続け、ギネスに認定された。ちなみに、バックナンジャーと同じコースを立席で走行する「スタンディングコースター」もある（こちらは前向き）。当初は国際科学技術博覧会「星丸ランド」にてスタンディングコースター「スタージェット」として運行の後鷲羽山へ移設された。
天の川コースター「ミルキーウェイ」
所在：グリーンランド（旧三井グリーンランド）
座り乗りの「織姫」と立ち乗りの「彦星」の2つの車両が並走する。当初は「風神雷神」という名称だったが、エキスポランドにあった兄弟機「風神雷神II」での事故の影響を受け、解体検査・点検の後、改称の上運転再開。
恐竜コースター「GAO（ガオー）」
所在：グリーンランド
九州最長のコースター。コースの長さと速度の関係で乗車時間は4分を超える。元々は1979年に宙返りコースター「ハリケーン」としてオープン。その後ループを撤去し、恐竜コースターに改称。2008年3月、車両・コースの双方に関し大幅にリニューアルされた。
ジュピター
所在：城島高原パーク
インタミン社製。日本で最初に導入された木製コースターで、スペックは国内随一。全長1600mと木製コースターの中では国内最長、世界第5位と長く、キャメルバックが連続する。最大傾斜角45°。

#### 営業を終了したもの
ここでは日本国内で営業を終了したコースターを採り上げる（中には日本国外の遊園施設に売却され、2021年現在も稼働中のものも含む）。
サイクロン
所在：としまえん
丸太を模った車両がアップダウンを繰り返し、終盤には暗闇のトンネル内を走行する。登場は1965年と古く、当時は「東洋最大のコースター」とキャッチコピーが付けられていた。座席が起毛素材で作られているのも特徴。1970年代にはフジテレビ系列局で放送されていた「スターどっきり㊙報告」で乗車しながらのインタビューの場でも使われたことがある。2020年8月31日、としまえん閉園に伴い営業終了。
2WAYコースター
所在：後楽園ゆうえんち内コースターランド（現東京ドームシティアトラクションズ内ラクーア）
前向きの車両と後ろ向きの車両が2両ずつ連結しており、コースターランド内を走行する。巻き上げは最初と中盤の2回。1968年に「ジャイアンツコースター」としてオープン。1993年に前向きと後ろ向きが連結された車両にリニューアルされた。
ジェットコースター
所在：後楽園ゆうえんち（現東京ドームシティアトラクションズ内パラシュートランド）
1955年に登場。「ジェットコースター」という名前が初めて使われた。道路拡張に伴い1967年営業終了。
リニアゲイル
所在：東京ドームシティアトラクションズ内パラシュートランド / オープン：1998年
世界初の吊り下がり式リニアコースター。前向きと後ろ向きで垂直上昇・落下を繰り返す。パラシュートランドリニューアルのため2010年10月末に営業を終了した。
スピニングコースター舞姫
所在：東京ドームシティアトラクションズ内タワーランド
マッドマウスタイプのコースター。日本で初めて、前後背中合わせに座る座席を取り入れた。走行中に座席が横に360°回転するのが特徴。2011年1月30日に死亡事故が発生し、運行を中止した。東京ドームシティアトラクションズの営業停止中に撤去された。
はやぶさ
所在：東京サマーランド
国内で数少ないサスペンデッドコースター。カーブを走行する際に車両が大きく振られるのが特徴だった。
ホワイトキャニオン
所在：よみうりランド
国内で3台目、東日本初の木製コースター。最大の特徴は世界最大級の横Gで、カーブ時に1.5Gの重力がかかる。最初の下り坂では左にひねりながら落下する。木組みの中を走行する部分が多いことも特徴。2013年1月14日に営業を終了した。
ツイストコースター ロビン
所在：よみうりランド / オープン：2014年3月19日
落下角度93度のファーストドロップや360度スパイラル、反転して落下するツイストダイブのほか、日本初となる外側に傾いてターンする逆カントカーブが用意されていた。ちなみにロビンとはコマドリのことである。オープン当日、巻き上げ部分で逆走して後ろに停止していた車両に衝突する事故が発生し運休。ファーストドロップの角度を緩めるなど一部コースレイアウトを変更し再開を検討していたが運行再開することなく2016年1月に解体された。
マウントロッキーコースター
所在：東武動物公園  / オープン：1989年
池の上を走行するコースター。外観は木製コースターのように見えるが実際スチール製。2003年営業終了。跡地には2008年にカワセミがオープン。
水上木製コースター レジーナ
所在：東武動物公園 / 2000 - 2019年
世界初の水上木製コースター。軌道全長は1334m。レジーナとはイタリア語で女王を意味する。4番目の落下で写真撮影があった。期間限定で、夜間暗闇の中を走行する「暗黒レジーナ」というイベントが行われていた。
ガンビット
所在：小田急御殿場ファミリーランド
B&M社製のインバーテッドコースター。姫路セントラルパークのディアブロと同様のレイアウトだが、左右対称になっていた。同園の閉園後は御殿場プレミアムアウトレットの遊園エリア『御殿場スリルバレー』として2002年5月6日（GW終了）まで稼働を続けていた。後に『シックスフラッグニューオーリンズ』に売却され、「バットマン」として稼働していたが、2005年のハリケーン・カトリーナの影響を受け閉園し、再び営業終了。その後は、同系列の『シックスフラッグス・フィエスタ・テキサス』に移転し、「ゴライアス」として稼働を続けている。
ダンガイ
所在：小田急御殿場ファミリーランド
名前の通り園内の断崖絶壁に面した宙返りコースター。座り乗りと立ち乗りがあった。同園の閉園に伴い営業終了。
ジャイアントコースター
所在：富士急ハイランド
開業当時はコース全長が世界一でギネスに認定された。1973年には初代引田天功脱出イリュージョン第3弾にして初のテレビ放送「ジェットコースター脱出」に使われた。FUJIYAMAと差し替えで営業終了。
ワールド・ブッチギリコースター・ドドンパ/ド・ドドンパ
所在：富士急ハイランド / オープン：2001年
日本最速のコースター。加速に圧縮空気を用いるエアーランチを使っており、空気圧で一気に加速するのが特徴。そのため、スタートから僅か1.8秒で最高時速172kmに達する。また、日本国内初の高さ52mの垂直タワーがあった。最高速度は2001年当時ギネスに認定。最高速度こそ抜かれたものの、エアーランチの加速力も世界一であった。2016年10月2日をもって、リニューアルのため営業終了。コースレイアウトの変更を行い2017年7月に「ド・ドドンパ」として再オープンし最高時速180kmに向上し世界最大級の直径39.7mの垂直ループを設けた。2021年に複数の負傷者が発生し営業を休止し、再開されること無く2024年3月に営業終了を決定。
フライングコースター・バードメン
所在：富士急ハイランド
国内初となるうつ伏せの状態で走行するコースター。二人乗りで全長480mと小さく建設費もFUJIYAMAの5分の1だった。2001年5月にブレーキゾーン急停車による事故を起こし運休。ライドを座るタイプに変更し「フワフワお空の大冒険」として営業を再開。
ムーンサルトスクランブル
所在：富士急ハイランド
往復式のループコースター。「プレッツェルノット」と呼ばれる他に類を見ないエレメントを持ち、世界最大の6.5Gと言う強烈なGを誇った。あまりに過激なため、年齢制限は同園で一番厳しい50歳未満だった。2000年にドドンパ建設のため撤去。
ホワイトサイクロン
所在：ナガシマスパーランド / オープン：1994年3月
全長、高度が世界最大規模の木製コースター。高さ45m、最高斜度50°、全長1715m、最高速度102km/h。名称は渦巻状のコース構造から名付けられた。2018年1月限りで、リニューアルのため営業終了。2019年3月にハイブリッドコースター 白鯨（はくげい）としてリニューアルした。
ブラックアウト
所在：鈴鹿サーキット / オープン：1995年7月
ベコマ社製インバーテッド・コースター。2007年9月に利用者が骨折する事故が発生して休業し設備や運用上の不具合は発見されず乗車制限の厳格化や安全設備強化を施しての再開を検討していたが、F1日本グランプリ再開催に向けての施設改善の為2008年1月に予定を前倒して運行再開することなく撤去。ブラジル・サンタカタリーナの遊園施設に売却され「ファイアウィップ」として稼働を続け、色は赤色から黄色をベースに塗り替えられた。2021年現在で国内稼働中の「F2」「NIO」などと同型機で、日本国内では2番目の導入だった。
マッドコブラ
所在：鈴鹿サーキット / オープン：1998年3月
直線70mのリニア加速と襲いかかる蛇をイメージした複雑に絡み合った計822.9mのコースを最高時速90kmで走行する。2003年9月に営業終了した後、大連の遊園施設「発現王国」（ディスカバリーランド）に売却され、瘋狂眼鏡蛇（クレイジーコブラ）として稼働している。
デルピス・ザ・コースター
所在：フェスティバルゲート
都市ビルに組み込まれて設計され、突如として市街地が見えたり、ビル内に突入したりする感覚は独特のもの。屋内型コースターとしては最速だったが、エキスポランドの事故を受けて運転を終了した。
オロチ
所在：エキスポランド / オープン：1996年3月
B&M社製、完成当時世界最長クラスのインバーテッド・コースター。世界でヒットした「ラプター」の姉妹機。同園閉鎖に伴い営業終了。2009年8月に撤去されたが、後にフランスの遊園施設『Walygator Grand Est』にレイアウトそのままに移設され、2010年から「The Monster」として稼働している。全長1200mは「ピレネー」に次ぐ長さだった。
ダイダラザウルス
所在：エキスポランド
大阪万国博覧会が開催された1970年に登場し、コースが5つ用意されていた。1999年までに2つのコースが残されていたが、2000年に万博開催30周年を記念し、2つのコースを結合した。その結果全長は2342mに及び、スチールドラゴンに次ぐ長さとなったが、全長の割にスピードはあまり出ず、乗車時間は7分にも及び、日本国内は元より、世界でも最長だった。2008年に撤去。
風神雷神II
所在：エキスポランド / オープン：1992年3月20日
スタンディングコースター。2007年5月5日に死傷事故が発生し、運行中止。2008年3月19日より撤去を開始。撤去完了後、同園は2009年2月に閉鎖した。
ミュンヘンアウトバーン
所在：神戸ポートピアランド
レールのない国内唯一のボブスルドコースター。登場当時は話題を呼んだ。コースの見た目はウォータースライダーに似ており、視界を遮るため景色はあまり見えない。
ASKA（飛鳥）
所在：奈良ドリームランド
木製コースター。日本国内の木製コースターで唯一、米国の専門誌によるローラーコースターランキング木製部門で上位常連となるほど非常に高い評価を得た施設であり、日本国外でも知られていた。同園閉鎖に伴い運転を終了した。
タイタンMAX
所在：スペースワールド
大型コースター。1994年に「流星ライナータイタン」の名称で登場し、FUJIYAMAが登場するまで日本国内最高高度・最速を誇った。
2007年に「タイタンV」にリニューアルされ、「走行中に隠された3つのキーワードを探しあてる」という宝探しの要素が加わった。2007年12月31日に発生した事故のため、長期運休。2010年5月1日に運行再開された。車両リニューアルのため2015年1月23日をもって一時的に運休。
2015年3月20日に「タイタンMAX」としてリニューアルオープン。車両が大幅に変更され、周りを囲う壁がなく開放感がある。また、各車両の前列の座席は足が着きにくく恐怖感がある。また、座席にはスピーカーが搭載され、予め設定された5曲のうち1曲を選んで乗車中に聴くことができる。なお、曲は乗車中に変更可能。ちなみに名称の「MAX」とは、音楽 (Music)を聴きながら、空中 (Air)をかけ (X)抜ける最高 (MAX)のコースターという意味が込められている。同園閉鎖に伴い運転終了。
ザターン
所在：スペースワールド / オープン：2006年4月
全世界で8基目、日本初の油圧モーターを用いた直線加速式コースター。スタート後、約2.5秒で約130km/hまで加速し、高さ約65mのタワーを89度の角度でひねられながら上昇・下降をする。同園閉鎖に伴い運転終了。
ジェットコースター
所在：みさき公園
1957年の同園開園以来走りつづけ西日本では最古であり、日本全国でも浅草花やしきに次いで2番目に古いコースター。末期の車両は前頭部が蒸気機関車を模していた。同園閉鎖に伴い運転終了。
アトミックコースター
所在：グリーンランドほか
泉陽興業が開発した往復式ループコースター。ループ・ザ・ループと異なり巻き上げをチェーン式とし頂上が平坦で、駅舎とループの間が傾斜になっている。泉陽ではループコースター5種に「アトミックコースター」のシリーズ名をつけたが、この内土地の起伏に対応しプラットホームを高くしたB2型を中心に導入され、グリーンランドを皮切りに日本モンキーパーク、スカイランドいこま（スカイループ）、みさき公園（ドルフィン）、小田急向ヶ丘遊園（スカイハリケーン）、石炭の歴史村に設置されたが、2009年5月のグリーンランドでの営業終了を最後に全廃されておりグリーンランドではループ部のみモニュメントとして残存する。
ループコースターMOMOnGA
所在：よみうりランド / オープン：1979年
1979年に「ループコースター」として開業し、1982年にはスタンディング（立席）車両を後付することで、世界初のスタンディングコースターとなった。このため、基本的に着席車両と立席車両を同じコース上で交互に運転しトラバーサーを用い車両を切り替える。2002年にレールの塗装が変更され、名称も変更された。2007年の風神雷神IIの事故の影響を受け、スタンディングについては一旦休止したものの、その後運行を再開した後2021年9月に営業終了。また同型機が小田急御殿場ファミリーランドに1号機として「メリードルフィン」が存在したほか、準同型機が'84小樽博覧会にて「スタンディングコースター」として立席車両のみで導入され博覧会後ルスツリゾートにて稼働している。

## オセアニア
タワー・オブ・テラーII (Tower of Terror II)
所在：オーストラリア「ドリームワールド」 / 材質：鉄製 / オープン：1997年
世界各国のディズニーパークにある「トワイライトゾーン・タワー・オブ・テラー」や、東京ディズニーシーにある同名のアトラクションとは無関係。
開業当時は「タワー・オブ・テラー (Tower of Terror)」という名称で、「スーパーマン・ジ・エスケープ」（シックスフラッグス・マジック・マウンテン）と同様のシステムのコースターである。2010年に加速部分のトンネルの長さをタワー直前まで延長するというリニューアルが施され、現在の名称となった。2011年にはスーパーマンと同様、座席が後ろ向きに変更された。なお、タワー部分は高さ120mのフリーフォール「ジャイアント・ドロップ (The Giant Drop)」と共用されている。
グリーン・ランタン・コースター (Green Lantern Coaster)
所在：オーストラリア「ワーナーブラザーズ・ムービーワールド」 / 材質：鉄製 / オープン：2011年12月23日
DCコミックスのヒーローであるグリーンランタンをモチーフにしている。最大落下角度が122.4度あり、それまで世界一だった高飛車（富士急ハイランド）の121度を上回る予定だったが、実際には120.5度だったため更新されなかった。

## ヨーロッパ
リング・レーサー（ring゜racer）
所在：ドイツ・ラインラント＝プファルツ州「ニュルブルクリンク」 / 材質：鉄製 / オープン：2013年
エアーランチによりスタートから2.5秒で最高速度217km/hに到達し、世界最速かつドドンパ（富士急ハイランド）に次ぐ加速力を持つコースターとして2009年オープン予定だったが、トラブルが相次ぎオープンまでに4年かかってしまった上、加速力もスタートから2秒で160km/hと大幅にスペックダウンしてしまった。
ザ・スマイラー (The Smiler)
所在：イギリス「オルトンタワーズ」 / 材質：鉄製 / オープン：2013年
レールの360度ひねりが14か所あり、鉄製コースターにおいて総回転数で世界一（四次元型の回転機構を除く）。総延長1170m、最高時速85kmで、導入に当たって恐怖心を引き出すために心理学者の協力を仰いでいるため、物々しい演出も特徴となっている。